# Ishioka
Ishioka (jap. 石岡市, -shi) ist eine Stadt am Kasumigaura-See in Japan in der Präfektur Ibaraki.

## Geographie
Ishioka liegt südwestlich von Mito und nördlich von Tsuchiura.

## Geschichte
Ishioka erhielt am 11. Februar 1954 das Stadtrecht.

## Verkehr
- Straße:
  - Jōban-Autobahn
  - Nationalstraße 6 nach Tōkyō oder Sendai
  - Nationalstraße 355
- Zug:
  - JR Jōban-Linie nach Ueno (Tōkyō) und Sendai

## Söhne und Töchter der Stadt
- Ukai Gyokusen (1807–1887), erster japanischer Berufsfotograf
- Shūichi Sakamoto (* 1979), japanischer Badmintonspieler
- Yusei Uchida (* 2004), japanischer Fußballspieler

## Angrenzende Städte und Gemeinden
- Tsuchiura
- Tsukuba
- Sakuragawa
- Kasumigaura
- Kasama
- Omitama